# Halcyon Days
Halcyon Days é a reedição do segundo álbum de estúdio da artista musical britânica Ellie Goulding, intitulado Halcyon (2012). Ele foi lançado em 23 de agosto de 2013 através da Polydor Records. Após o lançamento de Halcyon, Goulding anunciou que tinha planos de relançar o disco, contendo novas canções focadas na electronic music. Para a reedição, Goulding gravou novas músicas e trabalhou com uma variedade de produtores, incluindo Ryan Tedder, Calvin Harris e Greg Kurstin, para criar a sonoridade desejada. Goulding e os produtores criaram uma sonoridade synthpop para o álbum contendo influências de indie pop, dream pop, dance alternativo e com destaque para letras positivas em contraste com seus lançamentos anteriores.
Em cima do lançamento, Halcyon Days foi recebido com elogios da maioria dos críticos musicais, que elogiaram a expansão musical do álbum, sua produção e conteúdo lírico mais animado. Comercialmente a reedição foi um sucesso e ajudou a impulsionar o álbum original em numerosas paradas. O primeiro single da reedição, "Burn", foi lançado em 5 de julho de 2013, tornando-se o primeiro single número um de Goulding na UK Singles Chart. A canção atingiu os cinco primeiros postos na Alemanha e Irlanda, e os dez postos na Austrália, França e Nova Zelândia. "How Long Will I Love You" e "Goodness Gracious" foram posteriormente lançados como o segundo e terceiro singles de Halcyon Days, respectivamente.

## Novo conteúdo

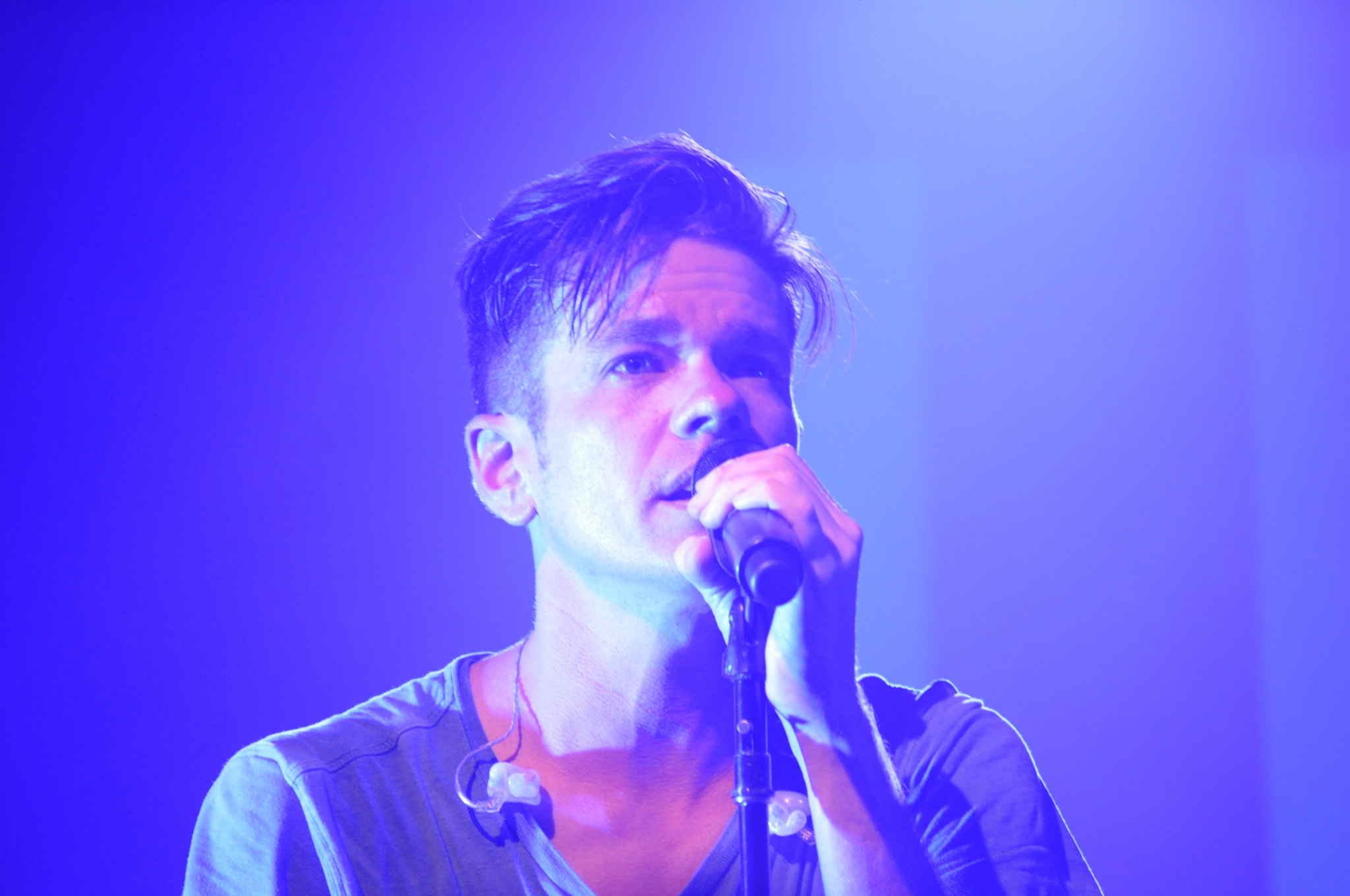
Nate Ruess, do grupo musical fun., co-escreveu o single "Goodness Gracious"

Halcyon Days apresenta dez novas faixas, sendo a primeira "Burn", "uma celebração da vida na forma mais pura", como descreveu Kathy Iandoli, do portal Idolator. A faixa é uma canção de música pop com influências rave, enquanto seus vocais estão cheios de ecos e distorção. De acordo com Goulding, a canção é "provavelmente a canção mais poppy que eu já lancei. Mas é tudo de mim. Eu queria lançar 'Burn', eu amei isso, mesmo que seja um vago sentimento. Eu acho que é realmente um grande canção." "Goodness Gracious" segue, sendo descrita por Nicole Frehsee da revista Rolling Stone como "uma ode blippi a inconstância." Ela foi co-escrita com Nate Ruess, vocalista do grupo musical fun., com Goulding notando que a canção "é sobre sacanear a si mesmo para não andar em linha reta e não ser justo. Eu estive em situações onde eu conhecia alguém que não era certo para mim, mas eu continuava a trazer-los de volta", ela afirmou. "You My Everything" e "Flashlight" (com DJ Fresh) "leva Goulding numa inclinação natural para batidas eletrônicas e misturá-los com o tom sentimental de seus vocais", como foi indicado por Iandoli. "Stay Awake" celebra "não dormir e festejar a noite toda" sobre golpes triunfantes de synthpop, como destaca Frehsee. "É o conteúdo menos sério do que eu geralmente escrevo sobre", Goulding afirma. "Mas eu sempre fui uma fã de canções de clubes que fazem sentir bem."
Quarta faixa, "Hearts Without Chains" é descrita como "uma balada à base de piano a respeito da cura e seguir em frente". Ela foi co-escrita por Fraser T. Smith, que produziu "Set Fire to the Rain" para Adele. "É minha música favorita do lote", diz Goulding. "Tem uma qualidade de folk inglês sobre isso. Além disso, é bastante agradável de ouvir não estando na situação em que estava quando eu o escrevi." "Under Control" "reivindica empoderamento e confiança ('Sinto que estou respirando novamente'), enquanto envolvido em uma mistura de baixo distorcido e ecos de clanks", declarou Lewis Corner ao Digital Spy. As outras três faixas do álbum são covers. O primeiro, "How Long Will I Love You?", foi lançada originalmente pela banda escocesa The Waterboys e Goulding transforma em uma doce balada contemplativa. Faz parte da trilha sonora da comédia romântica "About Time", de Richard Curtis. O segundo, "Tessellate" de Alt-J, perde alguns de seus ares enigmáticos conforme Goulding revela camadas diferentes, contendo uma "reforma sedutora com Xaphoon Jones, de Chiddy Bang, na batida". Finalmente, "Midas Touch" de Midnight Star, com produção de Burns, está virada do avesso em uma declaração apropriada atmosférica de si mesma, tendo um tom mais denso.

## Singles
"Burn" foi lançado em 5 de julho de 2013 como primeiro single de Halcyon Days. Uma versão de fã para o vídeo musical da canção foi lançada no Vine em 4 de julho de 2013, seguido do lançamento do vídeo original em 7 de julho. A faixa deu o seu primeiro número um na UK Singles Chart, liderando a tabela por três semanas consecutivas. "Burn" também obteve sucesso comercial a nível internacional, alcançando a primeira colocação na Itália, os cinco primeiros postos na Áustria, Bélgica, Finlândia, Alemanha, Irlanda e Suécia, e os dez postos na Austrália, França, Nova Zelândia e Espanha. A canção foi indicada em British Single of the Year e Best Video no BRIT Awards de 2014.
O segundo single de Halcyon Days, "How Long Will I Love You", foi lançado em 10 de novembro de 2013 como a canção oficial da edição de 2013 do Children in Need, promovido pela BBC. O single registrou o número três no UK Singles Chart. "Goodness Gracious" foi lançada em 21 de fevereiro de 2014 como terceiro single de Halcyon Days. A canção atingiu o número dezesseis no UK Singles Chart. Em entrevista na Capital FM em 9 de fevereiro de 2014, DJ Fresh revelou que ele e Goulding haviam gravado uma nova versão de "Flashlight" para ser lançada como single ainda em 2014. A versão retrabalhada da canção foi lançada em 28 de setembro de 2014 como quarto single do quarto álbum de estúdio de Fresh.

## Alinhamento de faixas
| Versão padrão do Reino Unido e Austrália |                                                                                    |                                                                |                                      |         |  |
| N.º                                      | Título                                                                             | Compositor(es)                                                 | Produtor(es)                         | Duração |  |
| 1.                                       | "Don't Say a Word"                                                                 | Ellie Goulding Jim Eliot                                       | Eliot Goulding                       | 4:07    |  |
| 2.                                       | "My Blood"                                                                         | Goulding Eliot Mima Stilwell                                   | Eliot Goulding                       | 3:54    |  |
| 3.                                       | "Anything Could Happen"                                                            | Goulding Eliot                                                 | Eliot Goulding                       | 4:47    |  |
| 4.                                       | "Only You"                                                                         | Goulding Eliot                                                 | Eliot Goulding                       | 3:51    |  |
| 5.                                       | "Halcyon"                                                                          | Goulding Eliot                                                 | Eliot Goulding                       | 3:25    |  |
| 6.                                       | "Figure 8"                                                                         | Goulding Jonny Lattimer                                        | MONSTA Mike Spencer [a] Lattimer [c] | 4:08    |  |
| 7.                                       | "Joy"                                                                              | Goulding Eliot                                                 | Eliot Goulding                       | 3:14    |  |
| 8.                                       | "Hanging On"                                                                       | Patrick James Grossi Ariel Rechtshaid                          | Billboard                            | 3:22    |  |
| 9.                                       | "Explosions"                                                                       | Goulding Fortis                                                | Fortis                               | 4:03    |  |
| 10.                                      | "I Know You Care"                                                                  | Justin Parker Goulding                                         | Parker                               | 3:26    |  |
| 11.                                      | "Atlantis"                                                                         | Goulding Eliot                                                 | Eliot Goulding                       | 3:53    |  |
| 12.                                      | "Dead in the Water"                                                                | Goulding Fin Dow-Smith                                         | Starsmith                            | 4:44    |  |
| 13.                                      | "I Need Your Love" (Calvin Harris com participação de Ellie Goulding (faixa bônus) | Harris Goulding                                                | Harris                               | 3:58    |  |
| 14.                                      | "Burn"                                                                             | Ryan Tedder Goulding Greg Kurstin Noel Zancanella Brent Kutzle | Kurstin Tedder [c]                   | 3:51    |  |
| 15.                                      | "Goodness Gracious"                                                                | Kurstin Goulding Nate Ruess                                    | Joe Kearns [c] Kurstin [c]           | 3:46    |  |
| 16.                                      | "You My Everything"                                                                | Goulding Eg White                                              | Robbie Lamond White [c] Sigma [c]    | 3:29    |  |
| 17.                                      | "Hearts Without Chains"                                                            | Goulding Fraser T Smith                                        | Smith                                | 3:45    |  |
| 18.                                      | "Stay Awake" (com Madeon)                                                          | Hugo Leclercq Goulding                                         | Madeon                               | 3:26    |  |
| 19.                                      | "Under Control"                                                                    | Goulding Oliver Goldstein Bonnie McKee Cory Nitta              | Oligee Cory Enemy                    | 4:06    |  |
| 20.                                      | "Flashlight"                                                                       | Dan Stein The Invisible Men Goulding                           | DJ Fresh                             | 3:33    |  |
| 21.                                      | "How Long Will I Love You" (faixa bônus)                                           | Mike Scott                                                     | Fortis                               | 2:34    |  |

| Versão padrão internacional |                                                                                    |                                           |                            |         |  |
| N.º                         | Título                                                                             | Compositor(es)                            | Produtor(es)               | Duração |  |
| 13.                         | "Lights" (versão single)                                                           | Goulding Stannard Howes                   | Stannard Howes             | 3:30    |  |
| 14.                         | "I Need Your Love" (Calvin Harris com participação de Ellie Goulding (faixa bônus) | Harris Goulding                           | Harris                     | 3:58    |  |
| 15.                         | "Burn"                                                                             | Tedder Goulding Kurstin Zancanella Kutzle | Kurstin Tedder [c]         | 3:51    |  |
| 16.                         | "Goodness Gracious"                                                                | Kurstin Goulding Ruess                    | Kearns [c] Kurstin [c]     | 3:46    |  |
| 17.                         | "You My Everything"                                                                | Goulding White                            | Lamond White [c] Sigma [a] | 3:29    |  |
| 18.                         | "Hearts Without Chains"                                                            | Goulding Smith                            | Smith                      | 3:45    |  |
| 19.                         | "Stay Awake" (com Madeon)                                                          | Leclercq Goulding                         | Leclercq                   | 3:26    |  |
| 20.                         | "Under Control"                                                                    | Goulding Goldstein McKee Nitta            | Oligee Cory Enemy          | 4:06    |  |
| 21.                         | "Flashlight" (com DJ Fresh)                                                        | Stein The Invisible Men Goulding          | DJ Fresh                   | 3:33    |  |
| 22.                         | "How Long Will I Love You" (faixa bônus)                                           | Scott                                     | Fortis                     | 2:34    |  |

| Versão deluxe do Reino Unido e Austrália - disco um |                                                                                    |                          |                                 |         |  |
| N.º                                                 | Título                                                                             | Compositor(es)           | Produtor(es)                    | Duração |  |
| 1.                                                  | "Don't Say a Word"                                                                 | Goulding Eliot           | Eliot Goulding                  | 4:07    |  |
| 2.                                                  | "My Blood"                                                                         | Goulding Eliot Stilwell  | Eliot Goulding                  | 3:54    |  |
| 3.                                                  | "Anything Could Happen"                                                            | Goulding Eliot           | Eliot Goulding                  | 4:47    |  |
| 4.                                                  | "Only You"                                                                         | Goulding Eliot           | Eliot Goulding                  | 3:51    |  |
| 5.                                                  | "Halcyon"                                                                          | Goulding Eliot           | Eliot Goulding                  | 3:25    |  |
| 6.                                                  | "Figure 8"                                                                         | Goulding Lattimer        | MONSTA Spencer [a] Lattimer [c] | 4:08    |  |
| 7.                                                  | "Joy"                                                                              | Goulding Eliot           | Eliot Goulding                  | 3:14    |  |
| 8.                                                  | "Hanging On"                                                                       | Grossi Rechtshaid        | Billboard                       | 3:22    |  |
| 9.                                                  | "Explosions"                                                                       | Goulding Fortis          | Fortis                          | 4:03    |  |
| 10.                                                 | "I Know You Care"                                                                  | Parker Goulding          | Parker                          | 3:26    |  |
| 11.                                                 | "Atlantis"                                                                         | Goulding Eliot           | Eliot Goulding                  | 3:53    |  |
| 12.                                                 | "Dead in the Water"                                                                | Goulding Dow-Smith       | Starsmith                       | 4:44    |  |
| 13.                                                 | "I Need Your Love" (Calvin Harris com participação de Ellie Goulding (faixa bônus) | Harris Goulding          | Harris                          | 3:58    |  |
| 14.                                                 | "Ritual"                                                                           | Goulding Stannard Howes  | MONSTA Stannard [c] Howes [c]   | 3:50    |  |
| 15.                                                 | "In My City"                                                                       | Goulding Jomphe          | Billboard                       | 3:20    |  |
| 16.                                                 | "Without Your Love"                                                                | Goulding Dow-Smith       | Starsmith                       | 4:19    |  |
| 17.                                                 | "Hanging On" (com participação de Tinie Tempah)                                    | Grossi Rechtshaid Okogwu | Billboard                       | 4:15    |  |

| Versão deluxe internacional |                          |                         |                |         |  |
| N.º                         | Título                   | Compositor(es)          | Produtor(es)   | Duração |  |
| 18.                         | "Lights" (versão single) | Goulding Stannard Howes | Stannard Howes | 3:30    |  |

| Versão deluxe - disco dois |                                        |                                                                          |                              |         |  |
| N.º                        | Título                                 | Compositor(es)                                                           | Produtor(es)                 | Duração |  |
| 1.                         | "Burn"                                 | Tedder Goulding Kurstin Zancanella Kutzle                                | Kurstin Tedder [c]           | 3:51    |  |
| 2.                         | "Goodness Gracious"                    | Kurstin Goulding Ruess                                                   | Kearns [c] Kurstin [c]       | 3:46    |  |
| 3.                         | "You My Everything"                    | Goulding White                                                           | Lamond White [c] Sigma [a]   | 3:29    |  |
| 4.                         | "Hearts Without Chains"                | Goulding Smith                                                           | Smith                        | 3:45    |  |
| 5.                         | "Stay Awake" (com Madeon)              | Leclercq Goulding                                                        | Leclercq                     | 3:26    |  |
| 6.                         | "Under Control"                        | Goulding Goldstein McKee Nitta                                           | Oligee Cory Enemy            | 4:06    |  |
| 7.                         | "Flashlight" (com DJ Fresh)            | Stein The Invisible Men Goulding                                         | DJ Fresh                     | 3:33    |  |
| 8.                         | "How Long Will I Love You"             | Scott                                                                    | Fortis                       | 2:34    |  |
| 9.                         | "Tessellate"                           | Joe Newman Gus Unger-Hamilton Gwilym Sainsbury Thom Green Charlie Andrew | Xaphoon Jones Noah Breakfast | 3:56    |  |
| 10.                        | "Midas Touch" (Ellie Goulding × Burns) | Boaz Watson June Watson                                                  | Burns                        | 3:45    |  |

| Vídeos bônus da versão deluxe da iTunes Store |                         |                     |         |  |
| N.º                                           | Título                  | Diretor             | Duração |  |
| 28.                                           | "Hanging On"            | Ben Newbury         | 4:15    |  |
| 29.                                           | "Anything Could Happen" | Floria Sigismondi   | 4:17    |  |
| 30.                                           | "Figure 8"              | W.I.Z.              | 4:03    |  |
| 31.                                           | "Explosions"            | Yuliya Miroshnikova | 4:00    |  |
| 32.                                           | "Burn"                  | Mike Sharpe         | 3:58    |  |
| 33.                                           | "Tessellate"            | Ben Newbury         | 4:02    |  |

| Faixa bônus da iTunes Store norte-americana |                                                |                |                                   |         |  |
| N.º                                         | Título                                         | Compositor(es) | Produtor(es)                      | Duração |  |
| 29.                                         | "Anything Could Happen" (Blood Diamonds Remix) | Goulding Eliot | Eliot Goulding Blood Diamonds [b] | 4:58    |  |

| Relançamento (2014), versão japonesa e edição especial para turnê asiática |                                                                                    |                                           |                                 |         |  |
| N.º                                                                        | Título                                                                             | Compositor(es)                            | Produtor(es)                    | Duração |  |
| 1.                                                                         | "Don't Say a Word"                                                                 | Goulding Eliot                            | Eliot Goulding                  | 4:07    |  |
| 2.                                                                         | "My Blood"                                                                         | Goulding Eliot Stilwell                   | Eliot Goulding                  | 3:54    |  |
| 3.                                                                         | "Anything Could Happen"                                                            | Goulding Eliot                            | Eliot Goulding                  | 4:47    |  |
| 4.                                                                         | "Only You"                                                                         | Goulding Eliot                            | Eliot Goulding                  | 3:51    |  |
| 5.                                                                         | "Figure 8"                                                                         | Goulding Lattimer                         | MONSTA Spencer [a] Lattimer [c] | 4:08    |  |
| 6.                                                                         | "Joy"                                                                              | Goulding Eliot                            | Eliot Goulding                  | 3:14    |  |
| 7.                                                                         | "Hanging On"                                                                       | Grossi Rechtshaid                         | Billboard                       | 3:22    |  |
| 8.                                                                         | "Explosions"                                                                       | Goulding Fortis                           | Fortis                          | 4:03    |  |
| 9.                                                                         | "I Know You Care"                                                                  | Parker Goulding                           | Parker                          | 3:26    |  |
| 10.                                                                        | "Dead in the Water"                                                                | Goulding Dow-Smith                        | Starsmith                       | 4:44    |  |
| 11.                                                                        | "Lights" (versão single)                                                           | Goulding Stannard Howes                   | Stannard Howes                  | 3:30    |  |
| 12.                                                                        | "Beating Heart"                                                                    | Goulding Joe Janiak                       | Krustin                         | 3:32    |  |
| 13.                                                                        | "I Need Your Love" (Calvin Harris com participação de Ellie Goulding (faixa bônus) | Harris Goulding                           | Harris                          | 3:58    |  |
| 14.                                                                        | "Burn"                                                                             | Tedder Goulding Kurstin Zancanella Kutzle | Kurstin Tedder [c]              | 3:51    |  |
| 15.                                                                        | "Goodness Gracious"                                                                | Kurstin Goulding Ruess                    | Kearns [c] Kurstin [c]          | 3:46    |  |
| 16.                                                                        | "You My Everything"                                                                | Goulding White                            | Lamond White [c] Sigma [a]      | 3:29    |  |
| 17.                                                                        | "Hearts Without Chains"                                                            | Goulding Smith                            | Smith                           | 3:45    |  |
| 18.                                                                        | "Stay Awake" (com Madeon)                                                          | Leclercq Goulding                         | Leclercq                        | 3:26    |  |
| 19.                                                                        | "Under Control"                                                                    | Goulding Goldstein McKee Nitta            | Oligee Cory Enemy               | 4:06    |  |
| 20.                                                                        | "Flashlight" (com DJ Fresh)                                                        | Stein The Invisible Men Goulding          | DJ Fresh                        | 3:33    |  |
| 21.                                                                        | "How Long Will I Love You" (faixa bônus)                                           | Scott                                     | Fortis                          | 2:34    |  |

| DVD bônus da edição da turnê asiática |                                                   |                     |         |  |
| N.º                                   | Título                                            | Diretor             | Duração |  |
| 1.                                    | "Burn" (vídeo musical)                            | Mike Sharpe         | 3:58    |  |
| 2.                                    | "Anything Could Happen" (vídeo musical)           | Floria Sigismondi   | 4:17    |  |
| 3.                                    | "Explosions" (vídeo musical)                      | Yuliya Miroshnikova | 4:00    |  |
| 4.                                    | "Figure 8" (vídeo musical)                        | W.I.Z.              | 4:03    |  |
| 5.                                    | "Lights" (vídeo musical)                          | Sophie Muller       | 3:40    |  |
| 6.                                    | "Goodness Gracious" (bastidores do vídeo musical) | Kinga Burza         | 3:21    |  |

Notas
a  - denota produtores adicionais
b  - denota remixer
c  - denota produtores vocais
- Na reedição de 2014, "Beating Heart" foi adicionada na versão física da edição padrão.[38] As faixas "Halcyon" e "Atlantis" foram removidas do alinhamento de faixas. Contudo, o relançamento asiático de 2014 mantém esta última, tanto na edição padrão como na deluxe.[39]

## Créditos
Todo o processo de elaboração de Halcyon Days atribui os seguintes créditos:
| - Ellie Goulding – vocais, direção criativa - Richard Andrews – design - Beatriz Artola – engenharia (faixa 4) - Ben Baptie – assistente de mixagem (faixa 6) - Burns – mixagem, produção (faixa 10) - Nick Cornu – guitarra (faixa 8) - Dahi Divine – saxofone (faixa 9) - Tom Elmhirst – mixagem (faixa 6) - Cory Enemy – produção (faixa 6) - John Fortis – bateria, teclados, produção (faixa 8) - Matti Free – guitarra (faixa 9) - DJ Fresh – masterização, mixagem, produção (faixa 7) - Serban Ghenea – mixagem (faixas 1, 2) - Cassandra Gracey – direção de arte - John Hanes – engenharia de mixagem (faixas 1, 2) - Rob Katz – engenharia de vocal (faixa 1) - Richard Kayvan – engenharia, mixagem (faixa 8) - Joe Kearns – engenharia de vocal, produção vocal (faixa 2); engenharia (faixa 8) - Chris Ketley – piano (faixa 8) - Ashley Krajewski – engenharia, percussão (faixa 8) | - Greg Kurstin – engenharia, guitarra, produção (faixa 1); engenharia, teclados, programação (faixas 1, 2); produção vocal (faixa 2) - Robbie Lamond – bateria, guitarra, órgão, piano, produção, programação, cordas (faixa 3) - Rachael Lander – violoncelo (faixa 8) - Hugo Leclercq – arranjo, masterização, mixagem, produção, programação (faixa 5) - Jamie Lillywhite – A&R - Kirsty Mangan – viola, violino (faixa 8) - Naweed – masterização (faixas 1–4, 6, 8–10) - Oligee – produção (faixa 6) - Robert Orton – mixagem (faixa 3) - Alex Pasco – engenharia adicional (faixa 2) - Simon Procter – fotografia - Nate Ruess – vocal de apoio (faixa 2) - Ryan Schwabe – mixagem (faixa 9) - Jesse Shatkin – engenharia (faixa 1); engenharia adicional (faixa 2) - Sigma – produção adicional (faixa 3) - Fraser T Smith – programação de guitarra, programação de batida, teclados, mixagem, produção, programação (faixa 4) - Ryan Tedder – produção vocal (faixa 1) - Sean Walsh – engenharia adicional (faixa 6) - Eg White – produção vocal (faixa 3) - Xaphoon Jones – mixagem, produção (faixa 9) |

## Desempenho nas tabelas musicais
| Tabela musical (2013-14)            | Melhor posição |
| ----------------------------------- | -------------- |
| Austrália (ARIA)                    | 4              |
| Áustria (Ö3 Austria Top 40)         | 23             |
| Croácia (IFPI)                      | 21             |
| Finlândia (Suomen virallinen lista) | 30             |
| Itália (FIMI)                       | 74             |
| Japão (Oricon Albums Chart)         | 260            |
| Nova Zelândia (RMNZ)                | 1              |
| Polónia (ZPAV)                      | 35             |
| Suécia (Sverigetopplistan)          | 22             |

| Tabela musical (2013)                    | Posição |
| ---------------------------------------- | ------- |
| Nova Zelândia (Recorded Music NZ Albums) | 25      |
| Tabela musical (2014)                    | Posição |
| Nova Zelândia (Recorded Music NZ Albums) | 24      |
| Suécia (Sverigetopplistan Albums)        | 71      |

## Certificações
| País (Empresa)    | Certificação |
| ----------------- | ------------ |
| México (AMPROFON) | Platina      |

## Histórico de lançamento
| País           | Data                  | Versão        | Gravadora             | Ref.          |
| -------------- | --------------------- | ------------- | --------------------- | ------------- |
| Austrália      | 23 de agosto de 2013  | Padrão deluxe | Universal             | [ 20 ] [ 25 ] |
| Alemanha       | 23 de agosto de 2013  | Padrão deluxe | Universal             | [ 21 ] [ 26 ] |
| Países Baixos  | 23 de agosto de 2013  | Padrão deluxe | Universal             | [ 54 ] [ 55 ] |
| Suécia         | 26 de agosto de 2013  | Padrão deluxe | Universal             | [ 22 ] [ 27 ] |
| Reino Unido    | 26 de agosto de 2013  | Padrão deluxe | Polydor               | [ 19 ] [ 24 ] |
| Polónia        | 27 de agosto de 2013  | Padrão deluxe | Universal             | [ 56 ] [ 57 ] |
| Canadá         | 27 de agosto de 2013  | Deluxe        | Universal             | [ 28 ]        |
| Estados Unidos | 27 de agosto de 2013  | Deluxe        | Cherrytree Interscope | [ 58 ]        |
| Itália         | 1 de outubro de 2013  | Padrão        | Universal             | [ 59 ]        |
| França         | 9 de dezembro de 2013 | Padrão        | Universal             | [ 23 ]        |
| França         | 10 de março de 2014   | Relançamento  | Universal             | [ 60 ]        |
| Alemanha       | 23 de maio de 2014    | Relançamento  | Universal             | [ 61 ]        |
| Polónia        | 3 de junho de 2014    | Relançamento  | Universal             | [ 62 ]        |
| Japão          | 2 de julho de 2014    | Padrão        | Universal             | [ 34 ]        |